# 普拉扎克
普拉扎克（法語：Plazac，法語發音：[plazak]）是法国多尔多涅省的一个市镇，位于该省东部偏南，属于萨拉拉卡内达区。

## 地理
普拉扎克（45°2'6"N, 1°2'22"E）面积33.77 平方千米，位于法国新阿基坦大区多爾多涅省，该省份为法国西南部内陆省份，是法國本土面积第三大的省，大致对应佩里戈尔地区，北起顺时针与夏朗德省、上维埃纳省、科雷兹省、洛特省、洛特-加龙省、吉倫特省和滨海夏朗德省接壤。
与普拉扎克接壤的市镇（或旧市镇、城区）包括：巴尔、方拉克、弗勒拉克、韦泽尔河畔圣莱昂、鲁菲尼亚克-圣塞尔南德雷亚克。
普拉扎克的时区为UTC+01:00、UTC+02:00（夏令时）。

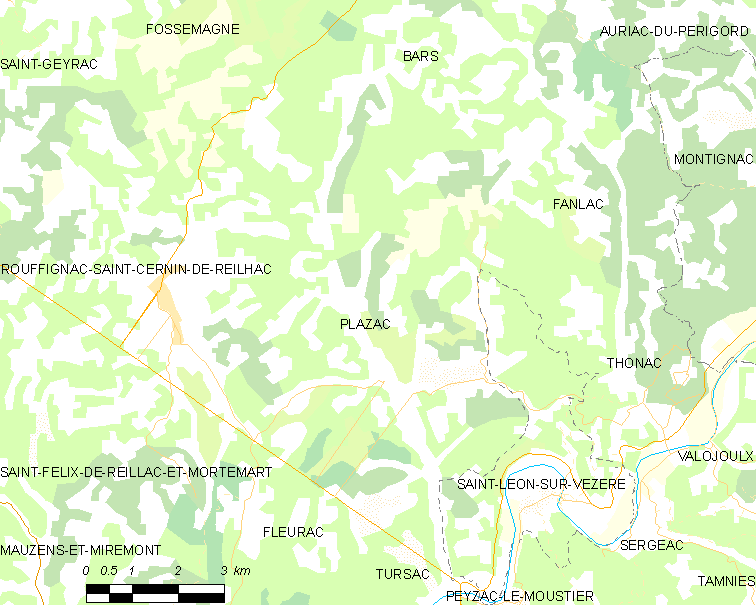
普拉扎克的OSM定位图

## 行政
普拉扎克的邮政编码为24580，INSEE市镇编码为24330。

## 政治
普拉扎克所属的省级选区为人谷县。

## 交通
多尔多涅省省道D6线和D45线在境内交汇。

## 人口

1962-2008年间普拉扎克人口变化图示

普拉扎克于2022年1月1日时的人口数量为710人。